# ألفريدو أرديلا
ألفريدو أرديلا (بالإسبانية: Alfredo Ardila)‏ هو عالم نفسي كولومبي يعيش في مدينة ميامي، بالولايات المتحدة الأمريكية. تخرج طبيبا نفسيا من جامعة كولومبيا الوطنية، وحصل على درجة الدكتوراه في علم النفس العصبي من جامعة موسكو الحكومية حيث كان يعمل مع العالم الروسي ألكسندر لوريا. له منشورات في علم الأعصاب المعرفي والسلوكي، وخاصة في علم النفس العصبي.
أرديلا هو رئيس رابطة أمريكا اللاتينية لعلم النفس العصبي (ALAN)، وجمعية أمريكا اللاتينية لعلم النفس العصبي، وجمعية طب الأعصاب الإسباني، وعضو مجلس محافظي الجمعية العصبية النفسية الدولية.
وهو أستاذ في قسم علوم الاتصالات والاضطرابات ، جامعة فلوريدا الدولية (ميامي). وهو أيضا أستاذ فخري في كلية الطب بجامعة تشيلي، وعضو فخري في كلية الطب بجامعة أنتيوكيا، وأستاذ زائر في قسم علم النفس بجامعة موسكو الحكومية.

## جوائز
حصل على العديد من الجوائز الأكاديمية، منها :
- الجائزة الوطنية لعلم النفس (كولومبيا، 1980)
- جائزة أليخاندرو أنخيل إسكوبار فئة العلوم (كولومبيا، 1997)
- جائزة CNC في علم الأعصاب بأمريكا اللاتينية (إسبانيا، 2012)[6]
- جائزة فيغوتسكي الشرفية (البرتغال، 2016)